# Markovci (gmina Markovci)
Markovci – wieś w Słowenii, siedziba gminy Markovci. W 2018 roku liczyła 489 mieszkańców.